# Opalinidae
Opalines
Pour les articles homonymes, voir Opaline.
Famille
Les Opalinidae (auparavant embranchement des Opalinidea) sont une famille de chromistes de l'embranchement des Bigyra, de la classe des Opalinea et de l’ordre des Opalinida.
Les opalines, sont des protistes zooflagellés mesurant de 100 à 300 µm qui vivent dans l'intestin des vertébrés à sang froid.
Leurs flagelles sont courts et disposés en lignes longitudinales régulières. Ils se divisent par bipartition longitudinale et leur reproduction est réglée sur la période de reproduction de l'hôte.
Ces organismes vivent en parasites ou en synécie dans les intestins de Batraciens, Reptiles et Poissons.
La classification des opalines et très discutée et n'est toujours pas résolue.

## Étymologie
Le nom de la famille vient du genre type Opalina, dérivé du latin opalis, opale (par allusion à l'opale, le minéral, dont le nom est lui-même issu du mot sanskrit upala signifiant « pierre précieuse »), et du suffixe latin -ina, « de la nature de », en référence aux couleurs vives (comme de l'opale) que revêtent les espèces de cet organisme.
En effet, en 1884, Purkinje & Valentin font la description suivante : 

« Notre Opalina ranarum est sans aucun doute synonyme de Bursariae  ranarum Ehrbg., à laquelle nous n'avons pas hésité à ajouter un nouveau nom, car elle ne présente pas de corps creux, ce qui est considéré comme un signe caractéristique du genre Bursariae. En raison de la splendeur et de la variété des couleurs de surface qui apparaissent en plein soleil, nous l'avons appelée Opalina. »

## Description
Les espèces du genre type Opalina sont des hétérocontes parasites que l'on trouve dans les intestins des grenouilles et des crapauds. Ils sont dépourvus de bouche et de vacuoles contractiles ; couverts de cils flagelliformes presque égaux.
Toutes les espèces sont des endosymbiotes obligatoires chez les vertébrés à sang froid, très probablement commensaux plutôt que parasitaires ; en effet ils sont saprobiontes (consommant de la matière morte), ce qui suggère ce rôle commensal.
Le corps est ovale, aplati en forme de feuille et recouvert d'une fine pellicule. La nutrition se fait par pinocytose.
Plusieurs noyaux, tous semblables, de petite taille et sphériques, sont répartis uniformément dans l'endoplasme.
L'organisme se reproduit par fission binaire longitudinale et transversale, ou par plasmotomie dans laquelle la division cellulaire est répétée encore et encore sans division des noyaux.
Les cellules filles s'enkystent avant de passer dans les matières fécales de leur hôte.

Quelques Opalinidae
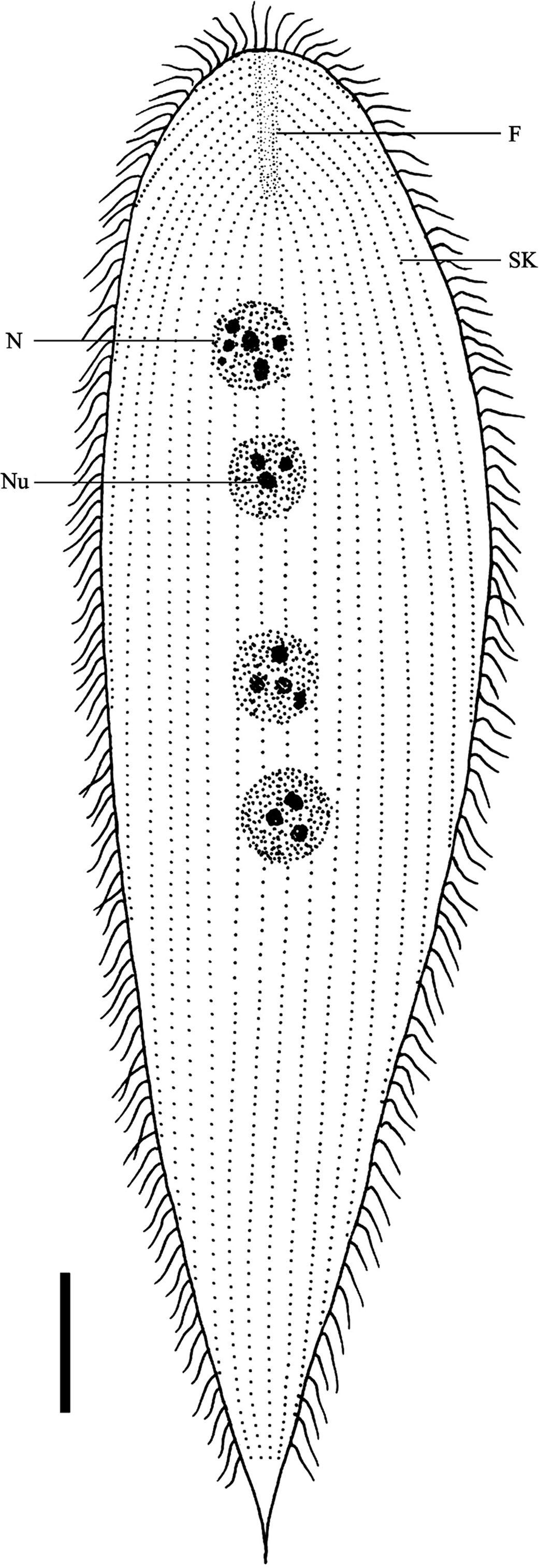
Protoopalina pingi[3] du rectum des batraciens Hylarana guentheri et Pelophylax nigromaculatus.
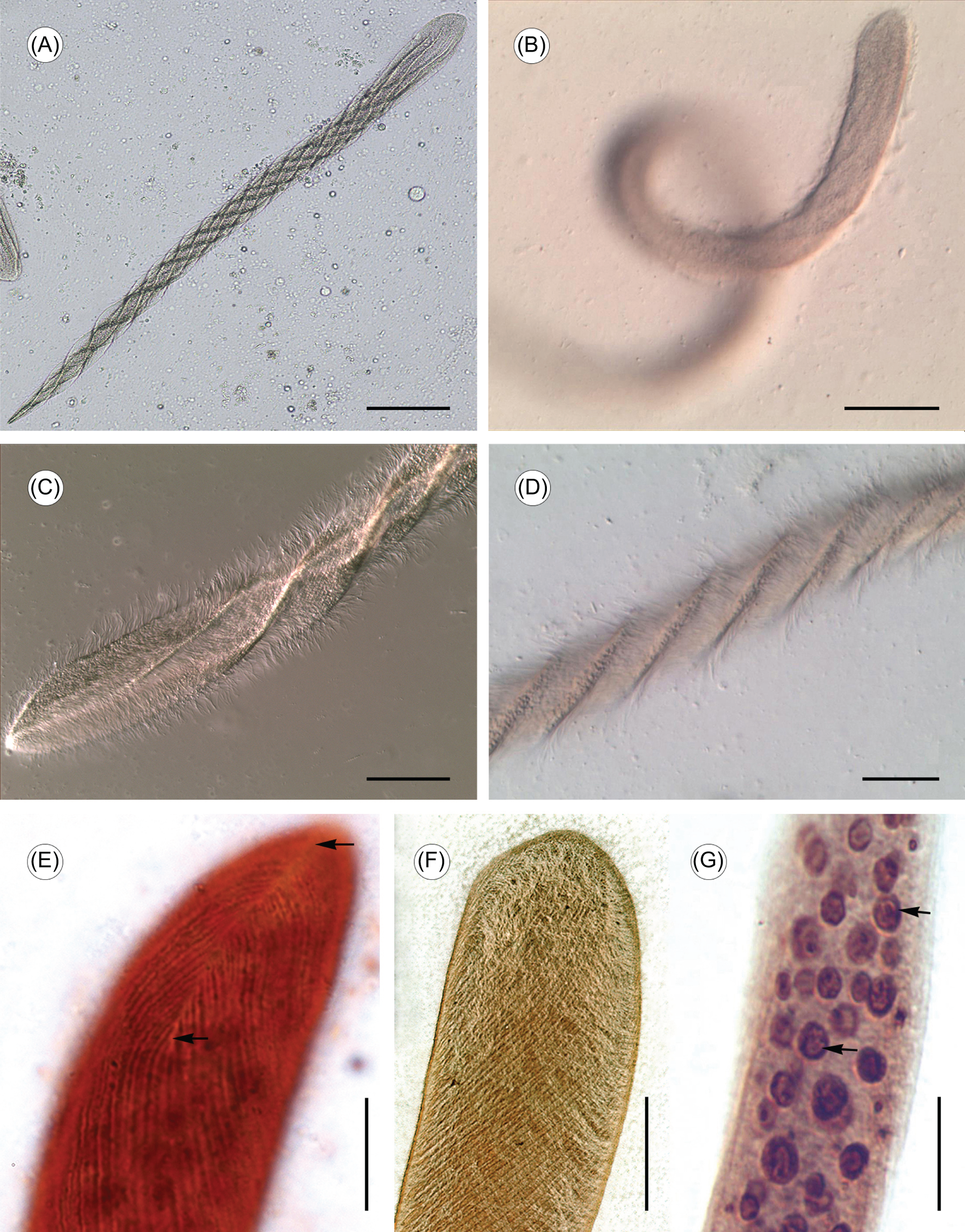
Cepedea longa.
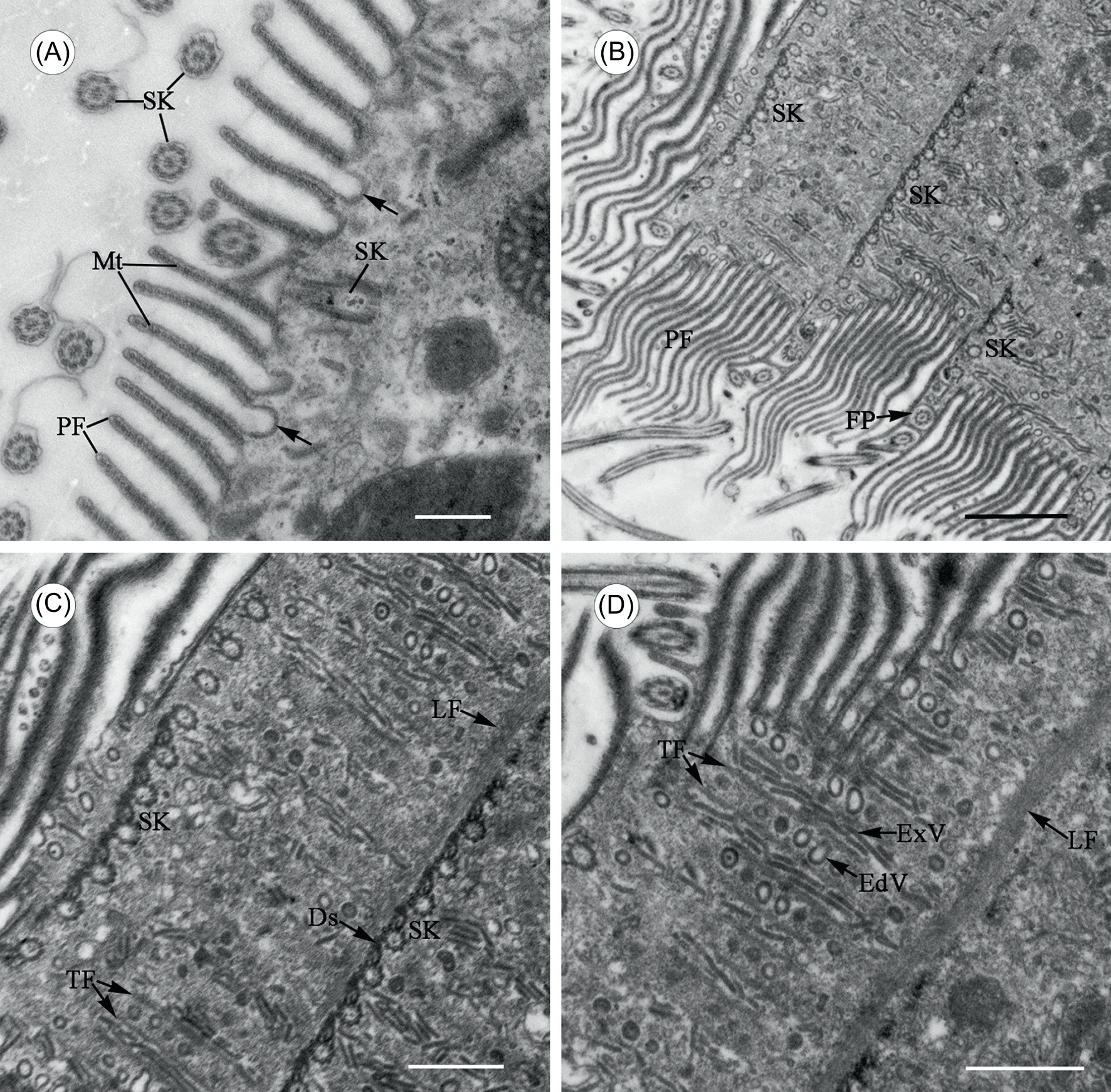
Cepedea longa en microscopie électronique.
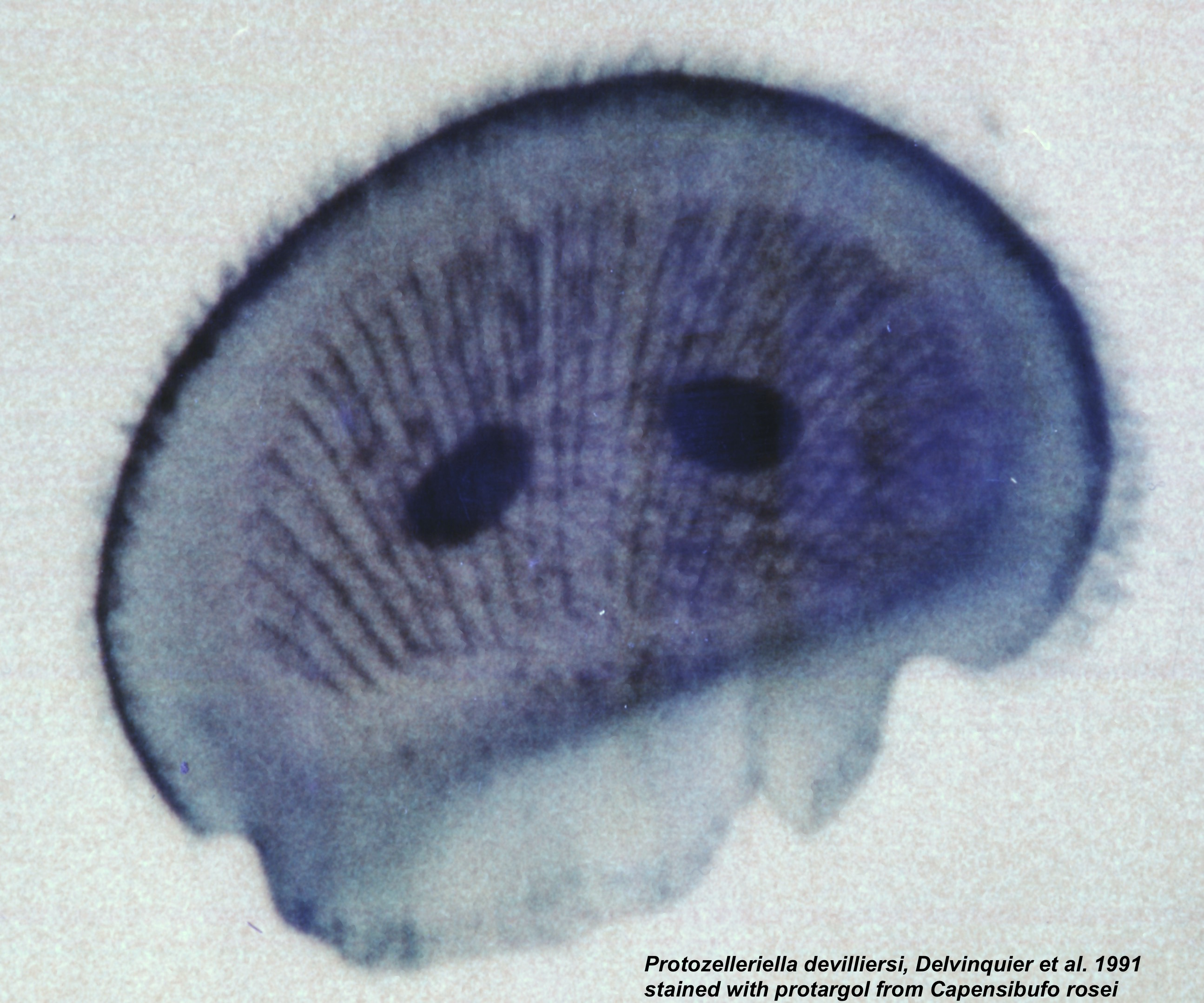
Protozelleriella devilliersi.
- Vidéo d'Opalina ranarum (commensal de la grenouille).
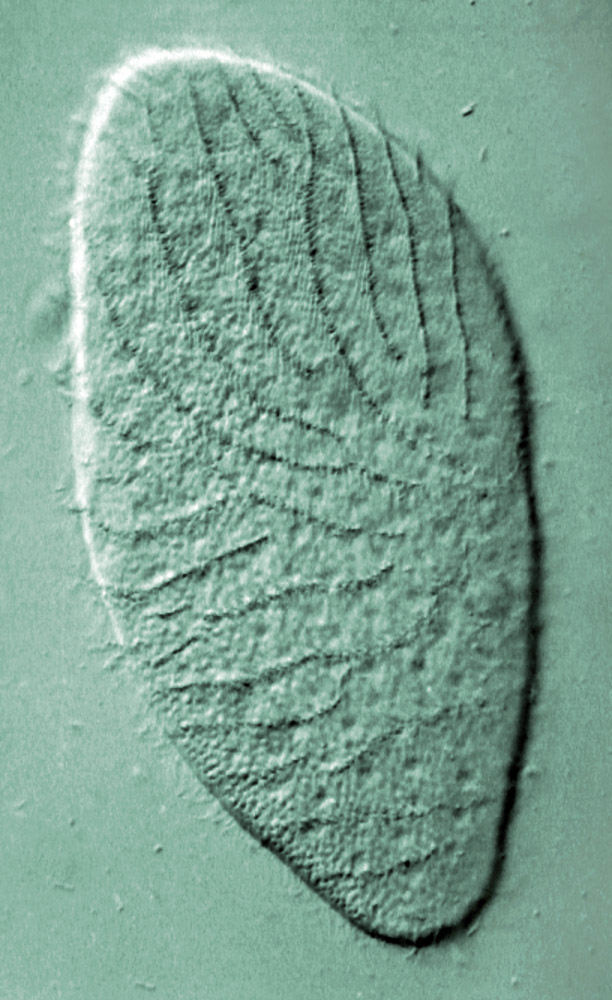
Cellule vivante d'Opalina ranarum en microscopie optique. Vagues d'activité des flagelles visibles sous forme de lignes de crêtes faisant un angle avec l'axe de la cellule.

## Liste des genres
Selon l'IRMNG (17 septembre 2022)
- Bezzenbergeria Earl, 1973
- Cepedea Metcalf, 1920
- Opalina Purkinje & Valentin, 1835 - genre type
- Protoopalina Metcalf, 1918
- Protozelleriella Delvinquier, Markus & Passmore, 1991
- Zelleriella Metcalf, 1920, nom. nud.

Selon GBIF (17 septembre 2022) :
- Cepedea Metcalf, 1920
- Hegneriella Earl, 1971
- Opalina Purkinye & Valentin, 1835
- Protoopalina Metcalf, 1918
- Protozelleriella Delvinquier, Markus & Passmore, 1991
- Zelleriella Metcalf, 1920

Genres incertains ou non acceptés
- Acuminata Amaro, 1966
- Antunesia Amaro, 1966
- Caudicula Amaro, 1966
- Caudiculata Amaro, 1966
- Cornucopioides Amaro, 1966
- Filiformis Amaro, 1966
- Globoides Amaro, 1966
- Longa Amaro, 1966
- Nipponica Amaro, 1966
- Orientalis Amaro, 1966
- Ovalis Amaro, 1966
- Paucinucleata Amaro, 1966
- Phrynomantidis Amaro, 1966
- Plata Amaro, 1966
- Plurinucleata Amaro, 1966
- Promitotica Amaro, 1966
- Pulchra Amaro, 1966
- Spinifera Amaro, 1966
- Xysteroides Amaro, 1966

## Systématique
Le nom valide de ce taxon est Opalinidae Claus, 1874.

## Publication originale
- (la) Purkinje, J.E. & Valentin, G. 1835. De phaenomeno generali et fundamentali motus vibratorii continui in membranis cum externis tum internis animalium plurimorum et superiorum et inferiorum ordinum obvii : commentatio physiologica. Wratislaviae : Sumptibus Aug. Schulz et Socii. [48][1],[7].